# Aarna
Aarna – wieś w Estonii, w prowincji Põlva, w gminie Põlva.